# 諾布赫德冰磧
77°51′S 161°38′E / 77.850°S 161.633°E
諾布赫德冰磧（Knobhead Moraine），是南極洲的冰磧，位於維多利亞地，處於卡文迪什岩和庫克里山西端之間，屬於夸特梅因山脈的一部分，現時由南極條約體系管理。